# Charles Féré

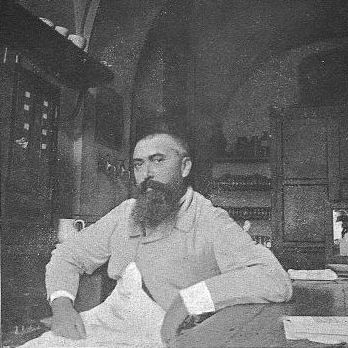
Charles Féré

Charles Samson Féré (ur. 13 czerwca 1852 w Auffay, zm. 22 kwietnia 1907 w Paryżu) – francuski lekarz neurolog i psychiatra. 

## Życiorys
Uczył się w École de Médecine  w Rouen, potem w Paryżu u Paula Broki i Charcota, pod którego wpływem zmienił zainteresowania z chirurgii na neurologię. W 1882 roku został doktorem medycyny, w 1884 roku lekarzem psychiatrą. Od 1887 roku kierował szpitalem Bicêtre. Współpracował z Binetem. Zmarł 22 kwietnia 1907 roku w wieku 54 lat.

## Dorobek naukowy
Wprowadził do medycyny termin „fou rire prodromique” (patologiczny śmiech towarzyszący niektórym zespołom neurologicznym). W 1890 roku wydał podręcznik epileptologii, jako pierwszy mówił o epilepsjach w liczbie mnogiej.

## Wybrane prace
- Féré, Binet. Le magnétisme animal. Paris: Alcan, 1887
- Dégénérescence et criminalité, essai physiologique. Paris: Alcan, 1888.
- La pathologie des émotions: études physiologiques et cliniques. Paris: Alcan, 1892.
- La famille névropathique: théologie tératologique de l’hérédité et de la prédisposition morbides et de la dégénérescence. Paris: Alcan, 1894.
- L’instinct sexuel, évolution et dissolution. Paris: Alcan, 1899.
- La médecine d’imagination. Progrès Médical 1884, 1886.
- Charcot et son œuvre. Revue des Deux Mondes, 1894.
- L’hérédité morbide. Revue des Deux Mondes, 1894.
- Contribution à l’étude du choc moral chez les enfants. Bulletin de la Société de médecine mentale de Belgique, 1894.
- Civilisation et névropathie. Revue Philosophique de la France et de l’Etranger, 1896.